# 飯田修
飯田 修（いいだ おさむ、1944年2月19日 - ）は、香川県出身の元アマチュア野球選手・指導者である。ポジションは外野手。

## 来歴・人物
高松一高を卒業した後に早稲田大学に入学し、外野手として活躍し、1965年のアジア野球大会の全日本メンバーにも選ばれた。
大学卒業後は社会人野球の日本鋼管に入社する。チームメイトには大学後輩の高橋直樹、田村忠義らがいた。1967年の都市対抗野球では日本石油の補強選手として優勝を経験。1975年から日本鋼管の監督を務め、翌年の都市対抗野球では前川善裕、樋野和寿、梶間健一らの活躍でチームを優勝に導いた。木田勇も当時の選手である。1985年から1987年まで母校の早稲田大学の監督を務めた。PL学園の桑田真澄が進学希望を表明していた際の監督で、2浪して入学した小宮山悟を1年生から抜擢した。